# Canton de Ploudalmézeau
Le canton de Ploudalmézeau est une ancienne division administrative française, située dans le département du Finistère et la région Bretagne.

## Composition
Le canton de Ploudalmézeau regroupe les communes suivantes :
| Nom                       | Code Insee | Codepostal | Superficie (km2) | Population (dernière pop. légale) | Densité (hab./km2) |
| ------------------------- | ---------- | ---------- | ---------------- | --------------------------------- | ------------------ |
| Ploudalmézeau (chef-lieu) | 29178      | 29830      | 23,18            | 6 275 (2012)                      | 271                |
| Brélès                    | 29017      | 29810      | 14,06            | 846 (2012)                        | 60                 |
| Lampaul-Ploudalmézeau     | 29099      | 29830      | 6,35             | 794 (2012)                        | 125                |
| Landunvez                 | 29109      | 29840      | 13,53            | 1 462 (2012)                      | 108                |
| Lanildut                  | 29112      | 29840      | 5,82             | 950 (2012)                        | 163                |
| Plouguin                  | 29196      | 29830      | 31,02            | 2 121 (2012)                      | 68                 |
| Plourin                   | 29208      | 29830      | 25,69            | 1 228 (2012)                      | 48                 |
| Porspoder                 | 29221      | 29840      | 11,29            | 1 781 (2012)                      | 158                |
| Saint-Pabu                | 29257      | 29830      | 9,94             | 2 051 (2012)                      | 206                |
| Tréouergat                | 29299      | 29290      | 6,10             | 313 (2012)                        | 51                 |

## Représentation

### Conseillers généraux de 1833 à 2015
| Période | Période | Identité                                                          | Étiquette                                 | Qualité |
| ------- | ------- | ----------------------------------------------------------------- | ----------------------------------------- | --- |
| 1833    | 1840    | François Nicolas Le Borgne de Keroulas                            |                                           | Propriétaire Maire de Brélès (1827-1843) |
| 1840    | 1845    | Noël Marie Mével (1793-1865)                                      |                                           | Notaire à Saint-Renan, conseiller d'arrondissement du canton de Saint-Renan Elu en 1847 conseiller général du canton de Plabennec Elu en 1848 conseiller général dans le Canton de Saint-Renan |
| 1845    | 1852    | Jean Hyacinthe Adolphe Collas de La Motte                         | Droite                                    | Propriétaire à Plouguin, ancien officier de cavalerie Député (1849-1851) |
| 1852    | 1870    | Sylvain Marie Caroff de Kervézec (1797-1875)                      |                                           | Juge de paix, propriétaire à Kerescat, Ploudalmézeau, conseiller d'arrondissement |
| 1870    | 1892    | Bénoni Guillard (1817-1898)                                       | Droite                                    | Notaire Maire de Ploudalmézeau (1864-1898) |
| 1892    | 1934    | Jules Fortin                                                      | Républicain puis PDP                      | Avocat Maire de Ploudalmézeau (1898-1938) Sénateur (1908-1930) |
| 1934    | 1940    | Amédée Le Meur (1875-1958)                                        | URD                                       | Médecin Conseiller municipal de Ploudalmézeau (1919-1942), conseiller d'arrondissement |
|         |         |                                                                   |                                           | |
| 1943    | 1945    | Jean Edouard Joseph Marie Carof (1891-1983, fils d'Auguste Carof) |                                           | Ingénieur agronome Maire de Ploudalmézeau (1942-1944) Nommé conseiller départemental en 1943                                                                                                   |
|         |         |                                                                   |                                           | |
| 1945    | 1967    | Yves Pellé (1905-1974)                                            | MRP puis CD                               | Électricien Maire de Porspoder |
| 1967    | 1985    | Alphonse Arzel                                                    | CD puis UDF-CDS                           | Agriculteur Maire de Ploudalmézeau (1961-2000) Sénateur (1980-1988) |
| 1985    | 1992    | Edouard Talarmin (1923-2018)                                      | RPR                                       | Militaire, ancien membre des Français Libres (1940-1943) Premier adjoint au Maire de Ploudalmézeau (1989-1995)                                                                                 |
| 1992    | 2015    | Antoine Corolleur                                                 | Alliance Pour le Finistère (UMP) puis DVD | Maraîcher Maire de Plourin Vice-président de la Communauté de Communes, chargé du Plan local d'habitat et des nouvelles technologies                                                           |

### Conseillers d'arrondissement (de 1833 à 1940)
| Période                                  | Période      | Identité                                                        | Étiquette              | Qualité |
| ---------------------------------------- | ------------ | --------------------------------------------------------------- | ---------------------- | --- |
| 1833                                     | 1836         | Gilbert Jean Caroff de Kervézec (1761-1842)                     |                        | Ancien receveur des fermes de Bretagne, juge de paix à Ploudalmézeau                                        |
| 1836                                     | 1848         | Sylvain Marie Caroff de Kervézec (1797-1875, fils du précédent) |                        | Juge de paix à Ploudalmézeau                                                                                |
| 1848                                     |              | Alexis Julien (1798-1862)                                       |                        | Notaire, propriétaire du château de Trémazan à Landunvez, maire de Ploudalmézeau (1840 à 1862)              |
|                                          |              |                                                                 |                        | |
| 1871                                     |              | François-Marie Quéméneur                                        |                        | Cultivateur, maire de Plourin (1872-1878)                                                                   |
|                                          |              |                                                                 |                        | |
| 1886                                     | 1918 (décès) | Guillaume Jacob (1834-1918)                                     | Républicain Catholique | Maire de Lanildut                                                                                           |
| 1919                                     | 1925         | Auguste Carof (1863-1944)                                       | Républicain national   | Industriel (fabricant d'iode) et négociant à Ploudalmézeau                                                  |
| 1925                                     | 1934         | Amédée Le Meur                                                  | URD                    | Médecin Conseiller municipal de Ploudalmézeau (1919-1942)                                                   |
| 1934                                     | 1940         | Jean Carof                                                      | Union nationale        | Secrétaire du syndicat d'élevage à Ploudalmézeau                                                            |
| 1940                                     |              |                                                                 |                        | Les conseils d'arrondissement ont été suspendus par la loi du 12 octobre 1940 et n'ont jamais été réactivés |
| Les données manquantes sont à compléter. |              |                                                                 |                        | |

## Démographie
| 1962   | 1968   | 1975   | 1982   | 1990   | 1999   | 2006   | 2011   | 2012   |
| ------ | ------ | ------ | ------ | ------ | ------ | ------ | ------ | ------ |
| 13 647 | 12 885 | 12 508 | 13 717 | 14 307 | 14 760 | 16 264 | 17 703 | 17 821 |